# Юнацька збірна Ємену з футболу (U-17)
Юнацька збірна Ємену з футболу (U-17) — національна футбольна збірна Ємену, що складається із гравців віком до 17 років. Керівництво командою здійснює Федерація футболу Ємену.
Головним континентальним турніром для команди є Юнацький кубок Азії, який з 2008 року розігрується серед команд з віковим обмеженням до 16 років, і успішний виступ на якому дозволяє отримати путівку на Чемпіонат світу (U-17). Також може брати участь у товариських і регіональних змаганнях.
Протягом 1980-х років брала участь у відбіркових турнірах на світову першість у форматі U-16.

## Виступи на міжнародних турнірах

### Юнацький чемпіонат світу (U-17)
| Рік       | Результат                          | І | В | Н | П | Г+ | Г- |
| --------- | ---------------------------------- | - | - | - | - | -- | -- |
| 1991      | відмовилися від участі             | – | – | – | – | –  | –  |
| 1993~1997 | не кваліфікувалася                 | – | – | – | – | –  | –  |
| 1999      | знялася                            | – | – | – | – | –  | –  |
| 2001      | відмовилися від участі             | – | – | – | – | –  | –  |
| 2003      | груповий етап                      | 3 | 0 | 1 | 2 | 4  | 8  |
| 2005      | не кваліфікувалася                 | – | – | – | – | –  | –  |
| 2007      | не кваліфікувалася                 | – | – | – | – | –  | –  |
| 2009      | не кваліфікувалася                 | – | – | – | – | –  | –  |
| 2011      | не кваліфікувалася                 | – | – | – | – | –  | –  |
| 2013      | не кваліфікувалася                 | – | – | – | – | –  | –  |
| 2015      | не кваліфікувалася                 | – | – | – | – | –  | –  |
| 2017      | не кваліфікувалася                 | – | – | – | – | –  | –  |
| 2019      | не кваліфікувалася                 | – | – | – | – | –  | –  |
| 2021      | не кваліфікувалася                 | – | – | – | – | –  | –  |
| Усього    | Найкращий результат: груповий етап | 3 | 0 | 1 | 2 | 4  | 8  |

### Юнацький кубок Азії з футболу
| Рік       | Результат                         | І  | В | Н | П  | Г+ | Г- |
| --------- | --------------------------------- | -- | - | - | -- | -- | -- |
| 1990      | відмовилися від участі            | –  | – | – | –  | –  | –  |
| 1992~1996 | не кваліфікувалася                | –  | – | – | –  | –  | –  |
| 1998      | знялася                           | –  | – | – | –  | –  | –  |
| 2000      | відмовилися від участі            | –  | – | – | –  | –  | –  |
| 2002      | віце-чемпіон                      | 6  | 4 | 1 | 1  | 10 | 5  |
| 2004      | не кваліфікувалася                | –  | – | – | –  | –  | –  |
| 2006      | груповий етап                     | 3  | 0 | 1 | 2  | 4  | 6  |
| 2008      | груповий етап                     | 3  | 0 | 0 | 3  | 0  | 6  |
| 2010      | не кваліфікувалася                | –  | – | – | –  | –  | –  |
| 2012      | груповий етап                     | 3  | 0 | 1 | 2  | 3  | 7  |
| 2014      | не кваліфікувалася                | –  | – | – | –  | –  | –  |
| 2016      | груповий етап                     | 3  | 0 | 1 | 2  | 1  | 4  |
| 2018      | груповий етап                     | –  | – | – | –  | –  | –  |
| Усього    | Найкращий результат: віце-чемпіон | 18 | 4 | 4 | 10 | 18 | 28 |

### Юнацький Арабський кубок
| Рік    | Результат                           | І | В | Н | П | Г+ | Г- |
| ------ | ----------------------------------- | - | - | - | - | -- | -- |
| 2011   | не кваліфікувалася                  | – | – | – | – | –  | –  |
| 2012   | четверте місце                      | 4 | 2 | 0 | 2 | 4  | 4  |
| 2014   | не кваліфікувалася                  | – | – | – | – | –  | –  |
| Усього | Найкращий результат: четверте місце | 4 | 2 | 0 | 2 | 4  | 4  |